# White Hat SEO
White Hat SEO – zbiór działań z zakresu SEO zgodnych z wytycznymi twórców wyszukiwarek internetowych. Działania te mają na celu optymalizację strony internetowej pod kątem wartości dla użytkownika. Podjęcia działań White Hat SEO ma doprowadzić do zwiększenia widoczności strony w wynikach wyszukiwania. Fundamentem tych działań jest udoskonalenie strony w taki sposób, aby była ona jak najlepszą odpowiedzią na zadane wyszukiwarce pytanie lub wpisaną frazę.
Działania spod znaku białego kapelusza w odróżnieniu od Black Hat są procesem długotrwałym podczas budowania widoczności. Założenie wyszukiwarek w tej kwestii to zbudowanie serwisu o jak najwyższej wartości merytorycznej i najbardziej przydatnego dla użytkowników.

## Cechy White Hat SEO
- produkcja treści wysokiej jakości bez duplikacji
- zrozumiała dla czytelnika forma publikacji treści
- optymalizacja kluczowych elementów (znaczniki meta (tytuł, opis); struktura nagłówków)
- tworzenie spójnego i zaplanowanego linkowania wewnętrznego, łatwego do zrozumienia dla użytkownika np. /ogloszenia/auta-osobowe/fiat/panda/
- dopasowanie szablonu strony do jak największej liczby urządzeń (responsywność)
- Optymalizacja stron pod kątem szybkości ładowania i lekkości zasobów
- projektowanie strony prostej w użyciu (zwrócenie uwagi na User Experience)
- uzupełnianie atrybutów tekstu alternatywnego dla obrazków

Prowadzenie działań spod białego kapelusza jest w założeniu bezpieczne dla strony internetowej i nie ma możliwości nałożenia kary. Ideą prowadzenia działań White Hat jest naturalne zwiększenie widoczności i nie należy wiązać ich z próbą manipulacji wynikami wyszukiwania.

## Działania dodatkowe wspierające White Hat SEO
Oprócz samej optymalizacji witryny w tej technice wizerunek firmy buduje się poza firmową stroną internetową. Do klientów próbuje się dotrzeć wszystkimi możliwymi kanałami np. social media. Synergia obu podjętych działań buduje zaufanie strony w internecie i daje nieograniczony zasięg. Zwiększając zasięg i tworząc stronę użytkownikowi z treściami, które rozwiązują jego problemy można zdobyć naturalne linki przychodzące wygenerowane przez społeczność w internecie. Dla kontrastu w technice Black Hat link building jest realizowany przez spamowanie linkami w internecie.